# Prosuhpalacsa biamoensis
Prosuhpalacsa biamoensis (лат.) — ископаемый вид сетчатокрылых насекомых из семейства аскалафов (Ascalaphidae).

## Описание
Вид был описан в 1998 году русским энтомологом Владимиром Макаркиным (Биолого-почвенный институт ДВО РАН, Владивосток) по голотипу PIN 3429/304, найденному в светловодненской впадине Дальнего Востока России (Пожарский район Приморского края, 46ºN, 138ºE). Видовое название дано по названию реки Биамо (теперь — Большая Светловодная), где обнаружен типовой экземпляр.
Брюшко представлено 4 сегментами, из которых первые два узкие и короткие, а последние два — широкие и длинные. 
На время описания вида, слои, содержащие ископаемые остатки, датировались поздним олигоценом — ранним миоценом. С 2010 года их относят к эоцену.
Вместе с другими ископаемыми видами аскалафов, такими как Ululodes paleonesia, Ascaloptynx oligocenicus, Mesascalaphus yangi, Borgia proavus, Neadelphus protae, Ricartus edwardsi и Amoea electrodominicana, являются одними из древнейших представителей семейства, что было показано в ходе последней ревизии палеофауны группы в 2007 году американскими палеоэнтомологами Майклом Энджелом (Engel M.) и Дэвидом Гримальди (Grimaldi D. A.).